# آیاکا سایتو
آیاکا سایتو (انگلیسی: Ayaka Saito) کاراته‌کای اهل ژاپن است. در مسابقات کاراته قهرمانی جهان ۲۰۱۸ که در مادرید، اسپانیا برگزار شد، او مدال نقره را در کومیته تیمی زنان بدست آورد. در همان سال، او در مسابقات کاراته قهرمانی آسیا ۲۰۱۸ که در امان، اردن برگزار شد، در کومیته تیمی زنان مدال طلا را از آن خود کرد.
وی در مسابقات کاراته قهرمانی آسیا ۲۰۱۹ که در تاشکند، ازبکستان برگزار شد نیز در کومیته تیمی زنان صاحب مدال نقره شد.

## دستاوردها
| سال  | رقابت                | محل                | رتبه بندی | رویداد      |
| ---- | -------------------- | ------------------ | --------- | ----------- |
| ۲۰۱۷ | مسابقات قهرمانی آسیا | نورسلطان، قزاقستان | سوم       | کومیته تیمی |
| ۲۰۱۸ | مسابقات قهرمانی آسیا | امان، اردن         | یکم       | کومیته تیمی |
| ۲۰۱۸ | قهرمانی جهان         | مادرید، اسپانیا    | دوم       | کومیته تیمی |
| ۲۰۱۹ | مسابقات قهرمانی آسیا | تاشکند، ازبکستان   | دوم       | کومیته تیمی |